# Peyremale
Peyremale – miejscowość i gmina we Francji, w regionie Oksytania, w departamencie Gard.
Według danych na rok 1990 gminę zamieszkiwały 273 osoby, a gęstość zaludnienia wynosiła 32 osoby/km² (wśród 1545 gmin Langwedocji-Roussillon Peyremale plasuje się na 647. miejscu pod względem liczby ludności, natomiast pod względem powierzchni na miejscu 830.).